# Margitsziget

Margitsziget ("Margaretaön") är en 2,5 km lång ö i centrala Budapest. Den ligger i floden Donau mellan de två stadsdelarna Buda och Pest.
Ön består till större delen av parkområde och är ett populärt fritidsområde för både ungrare och turister. Den utgör mittpunkt för två broar, Margit híd ("Margaretabron") vid den sydliga spetsen och Árpád híd ("Arpadbron") vid den nordliga.

## Bildgalleri

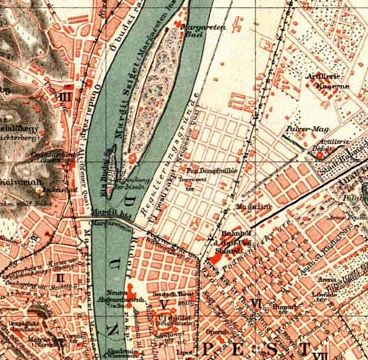
Margitsziget 1888, innan bron blev byggd.
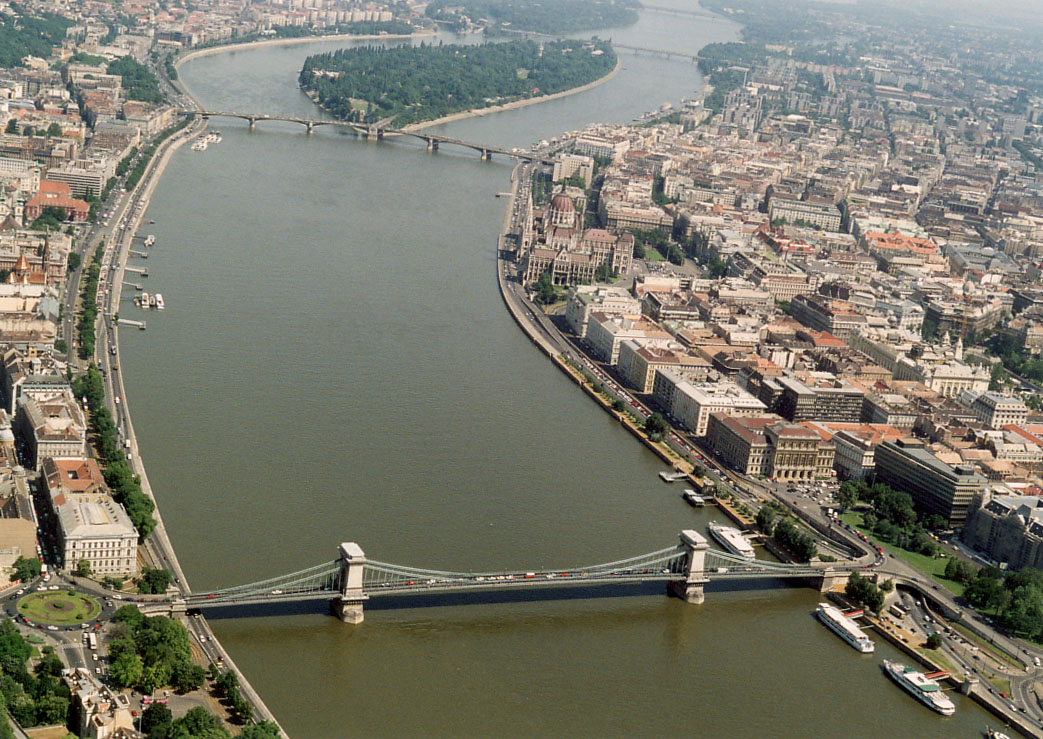
Margitsziget idag (högst upp i bild).
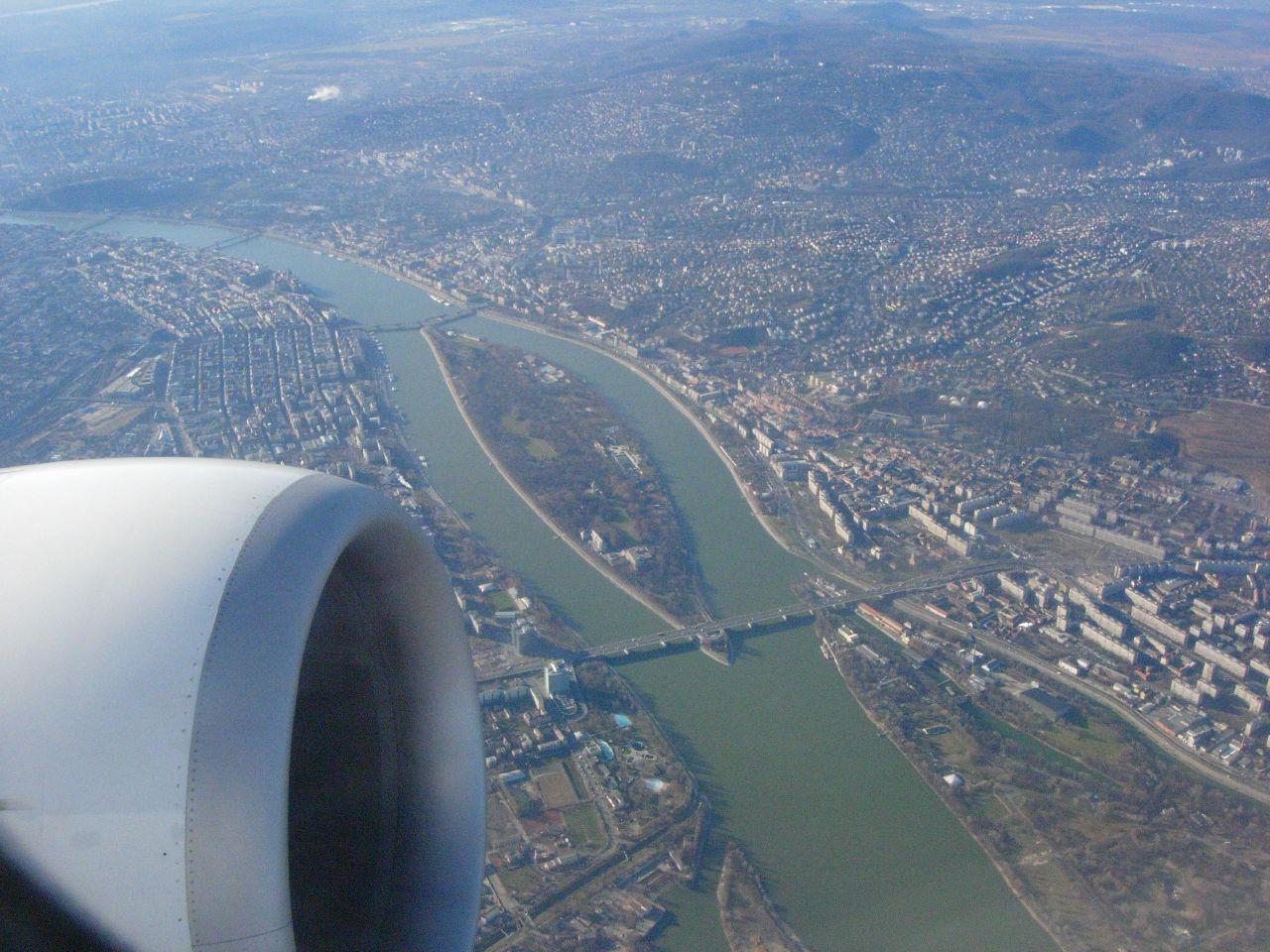
Margitsziget idag (fotograferad från flygplansvingen).
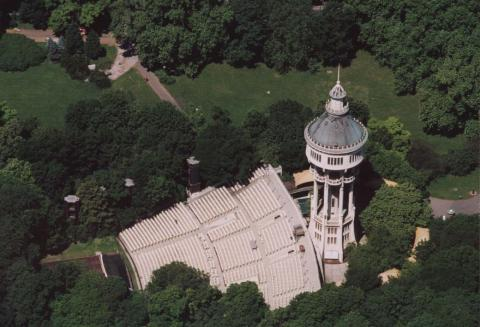
Vattentornet och friluftsteatern.
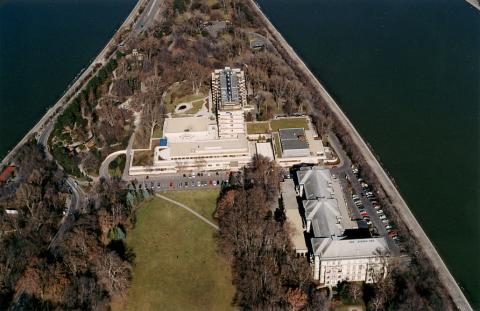
Hotell vid öns norra del.
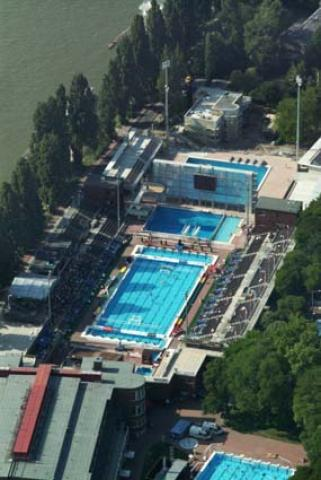
Alfréd Hajós nationella simstadion.
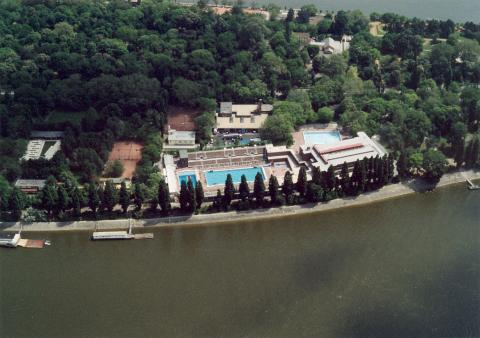
Alfréd Hajós nationella simstadion i en större överblick.
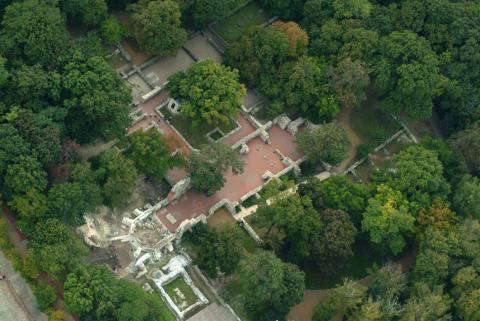
Gammal kyrkoruin.